# Speak
Speak är en amerikansk film från 2004 med Kristen Stewart i huvudrollen.

## Handling
När Melinda Sordino kommer tillbaka till skolan, vet hon att hon är utstött. Detta på grund av att hon förstörde en fest när hon tillkallade polisen. Ingen bryr sig om att fråga henne varför hon ringde och Melinda själv har slutat prata. Skolarbetet bryr hon sig inte om, endast bildlektionerna har någon mening för henne. Men när hon ser sin före detta bästis Rachel bli ihop med Andy Evans bestämmer hon sig för att berätta vad som hände på den där festen. 

## Om filmen
Speak regisserades av Jessica Sharzer. Filmen är baserad på Laurie Halse Andersons roman Säg något.

## Rollista (urval)
- Kristen Stewart - Melinda Sordino
- Michael Angarano - David Petrakis
- Robert John Burke - Mr. Neck
- Hallee Hirsh - Rachel Bruin
- Eric Lively - Andy Evans
- Leslie Lyles - Hairwoman
- Elizabeth Perkins - Joyce Sordino
- Allison Siko - Heather
- D.B. Sweeney - Jack Sordino
- Steve Zahn - Mr. Freeman